# Luigi Tosti
Luigi Tosti (Nápoles, 13 de febrero de 1811 - Monte Cassino, 24 de septiembre de 1897) fue un historiador benedictino.

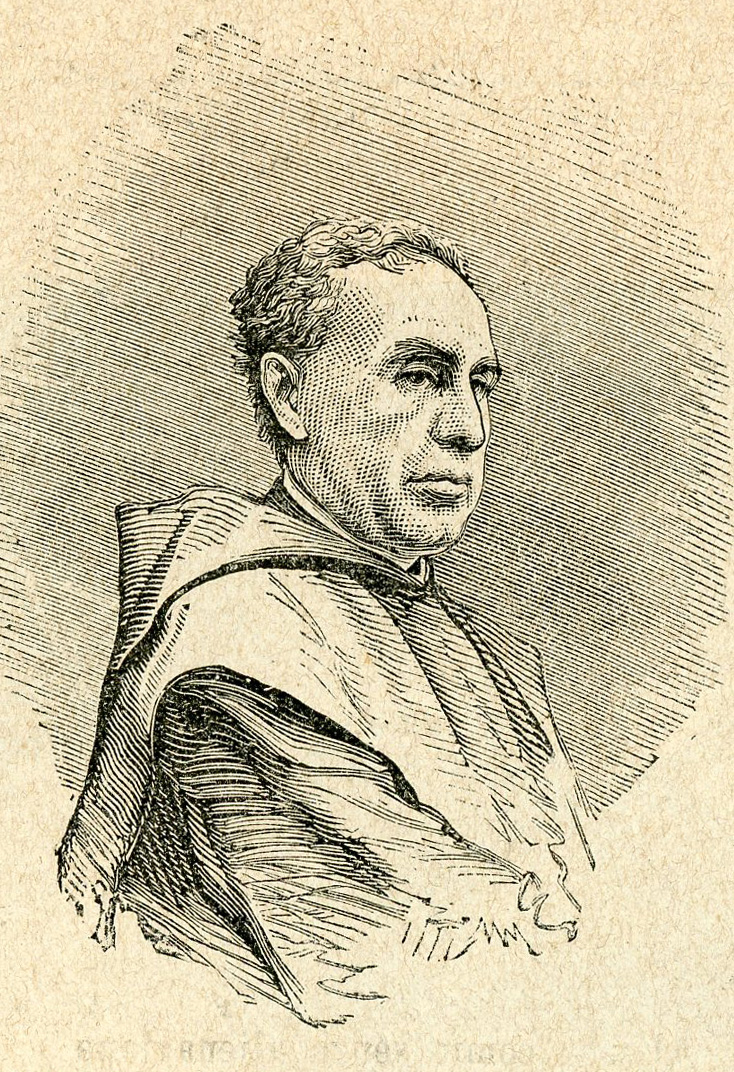
Luigi Tosti

## Vida
Su padre, el conde Giovanni Tosti, descendía de un antigua familia de Calabria, murió joven, y así que su madre, Vittoria Corigliano, confió el cuidado del niño a su tío, un monje en Monte Cassino. En 1819 Tosti fue alumno en la abadía, lo que despertó tempranamente una inclinación hacia la vida monástica.
Fue enviado a Roma para completar sus estudios, fue ordenado sacerdote en 1833, y pronto regresó a Monte Cassino, donde por veinte años  enseñó las doctrinas de Aquino. Alrededor de 1829  comenzó  un estudio profundo de la historia, y en 1842  publica su Storia della badia di Monte Cassino, seguida pronto del Storia di Bonifazio VIII (Historia de Papa Bonifacio VIII). Su Storia della Lega Lombarda (Historia de la Liga Lombarda), dedicada a Pio IX, aparecido en 1848 y era una llamada a la acción al partido Neo-Guelph. Trabajó continuamente que en 1851 publicó el Storia di Abelardo e dei suoi tempos, el Storia del Concilio di Constanze (Historia del Concilio de Constanza) en 1853, el Storia dell' origine dello scisma greco en 1856, La Contessa Matilde e i Romani pontefici en 1859, y en 1861 el Prolegomeni alla storia universale della Chiesa.
Tosti participó en el movimiento nacionalista bendecido por Pio IX. En 1844  había planeado una revisión de L'Ateneo italiano, con el propósito de elevar al Papado a la cabeza de su Risorgimento. Las autoridades y la policía napolitanas se opusieron a la idea. Prohibieron a Tosti participar en la mediación proyectada entre Papa y el Triunvirato de la efímera República Romana; esta mediación era defendida por el enviado francés, el Comte d'Harcourt. Pio IX intervino personalmente para asegurar la liberación del encarcelado Tosti, quien, como relata el Cardenal Alfonso Capecelatro, había sido acusado de pertenecer a una banda de conspiradores asesinos. William Templo, el embajador inglés en Nápoles, también se opuso a su encarcelamiento. Tosti buscó consuelo en el estudio de las Sagradas Escrituras y su libro, Ricordi biblici, fue el fruto de esta experiencia.
Triste de ver los conventos amenazados por una ley de expropiación aprobada por el Parlamento del nuevo Reino italiano, apeló a distinguidos amigos, como el estadista británico William Gladstone, para obtener una exención para Monte Cassino, que también obtuvo más tarde para la Abadía de Grottaferrata, el Sacro Speco de Subiaco, etc. Dolido por estos acontecimientos, Tosti rechazó una cátedra en la Universidad de Pisa, pero más tarde se convertiría en el Archivero  del Vaticano, bajo León XIII. La alocución de este Papa en mayo de 1887, invitando al Gobierno italiano para hacer las paces, precedido por el anterior revolucionario, Francesco Crispi, revivió el patriotismo de Tosti.
Encargado por el Papa para negociar la restauración de San Pablo a los Benedictinos, Tosti esperaba efectuar una reconciliación oficial entre el Vaticano y el Quirinale. La impaciencia de Crispi la oposición mutua, y los recelos de los diplomáticos franceses frustraron sus esfuerzos, y  tuvo que retractarse públicamente de su folleto La conciliazione. Se retiró a Monte Cassino y emprendió su Della vita di S. Benedetto (De la vida de San Benedictino). Movido por la apelación del Papa a los ingleses en 1896, renovó sus esfuerzos con Gladstone, a favor de un reencuentro de las Iglesias.

## Antología parcial de Trabajos
- Historia de Papa Bonifacio VIII y Su Tiempo: Con Notas y Documental, traducción por Eugene Joseph Donnelly, Asociación de Prensa cristiana que Publica Compañía, Nueva York, 1911.
- Storia Della Badia Di Monte-Cassino, Volumen 1, Por Luigi Tosti, Volumen 1, Stabilimento Poligrafico, Nápoles, 1843.
- La contessa Matilde e i romani pontefici por Luigi Tosti. Editor L. Pasqualucci, Roma, 1887.
- La Conciliazione Por Luigi Tosti. 1887.
- Torquato Tasso e i benedettini cassinesi Por Luigi Tosti. 1877.